# PyTorch
PyTorch és una biblioteca de programari de codi obert dins l'àmbit d'aprenentatge profund i automàtic escrita en Python, C++ i CUDA, i basada en la biblioteca del programari Torch. PyTorch va ser desenvolupada inicialment pel departament d'intel·ligència artificial de l'empresa Facebook i el llenguatge de programació probabilística de l'empresa Uber. La darrera versió es pot trobar aquí

## Característiques
- Càlcul mitjançant Tensors (igual que numpy) amb acceleració a través de GPU.[4]
- Basada en xarxes neuronals profundes (empra tècniques de diferenciació automàtica).